# Ferdinand von Hallweil
Ferdinand Michael Cyriakus Graf von Hallweil (~ 9. August 1706 in Wien; † 2. Juni 1773) war Bischof der Diözese Wiener Neustadt.

## Leben
Graf Hallweil (Hallwyl, Hallwil) entstammte dem österreichischen Zweig der Adelsfamilie Hallwyl, der mit dem Tod des Feldmarschallleutnants Franz Anton Graf von Hallweil (1702–1779) ausstarb.
Er studierte von 1721 bis 1728 Theologie am Collegium Germanicum in Rom und übernahm nach der Priesterweihe 1729 die Pfarrei Probstdorf. Am 4. März 1741 präsentierte ihn Maria Theresia Papst Benedikt XIV. als neuen Bischof von Wiener Neustadt. Die päpstliche Bestätigung erfolgte am 29. Mai 1741, die Konsekration nahm der Wiener Erzbischof Sigismund Graf Kollonitsch am 18. Juni 1741 vor (unter Mitwirkung der Weihbischöfe Ernst Gottlieb von Attems und Giovanni Paolo Maricone). Am 2. Juli fand die feierliche Einsetzung des neuen Bischofs im Wiener Neustädter Bischofshof statt.
Obwohl Wiener Neustadt kein reiches Bistum war – 1749 erhielt Graf Hallweil zur Aufbesserung seiner Einkünfte noch die Pfarrei Raabs an der Thaya – gestaltete Bischof Hallweil die Domkirche und seine Residenz aufwendig neu. Dadurch in große finanzielle Bedrängnis geraten, war er u. a. gezwungen, 1769 die bischöfliche Bibliothek an Abt Joseph Stübicher vom Stift Neukloster zu verpfänden, da ihm dieser einen Kredit über rund 8000 Gulden gewährt hatte. Hallweil behielt jedoch auf Lebenszeit die Nutznießung seiner Bücher, die nach seinem Tod in den Besitz des Neuklosters übergingen. Mit dem Neukloster und der 1752 errichteten Theresianischen Militärakademie hatte er auch verschiedene Konflikte um die Jurisdiktionsrechte auszutragen, u. a. wegen der Besetzung der 1771 zur Pfarrkirche erhobenen St. Georgskirche in der Burg in Wiener Neustadt.
Er wurde im Presbyterium des Doms beigesetzt. Obwohl er länger im Amt war als jeder seiner Vorgänger (und auch sein Nachfolger), erinnert dort kein Epitaph an ihn.